# Ultratop
Ultratop je službena belgijska diskografska udruga i belgijska podružnica IFPI-a. Ultratop ima vlastite glazbene ljestvice singlova i albuma koje se izdaju tjedno te dodjeljuje certifikacije za iste.

## O Ultratopu
Glazbene ljestvice koje objavlja Ultratop su razdvojene zbog jezičnih i regionalnih razloga, neobična podjela je opravdana zbog kulturološke razlike u Belgiji. U nizozemskom govornom području, Flandriji, regija ima svoju vlastitu ljestvicu, dok Valonija,francusko govorno područje, ima svoje vlastite ljestvice koje nemaju nikavnu povezanost s onom drugom. Sve ljestvice koje generira Ultratop su objavljene u tri različita jezika: nizozemski, prvenstveno za stanovnike Flandrije, francuski, prvenstveno za Valonce u Valoniji te na engleskom jeziku.
U Flandriji su najvažnije ljestvice Ultratop 50 Singles i Ultratop 50 Albums, dok su u Flandriji najvižnije Ultratop 40 Singles (Valonija) i Ultratop 50 Albums (iako ljestvice albuma nose isti naziv razdvojene su tako da svaka regija ima svoju ljestvicu). Plasman na ljestvicama određuje prodaja singla ili albuma. Ljestvice se emitiraju na nekoliko televizijskim i radio postajama, te na programima TMF in Flanders i Plug TV.

## Glazbene ljestvice
- Ultratop 50 Singles (Flandrija)
- Ultratop 50 Singles (Valonija)
- Ultratop 200 Albums (Flandrija)
- Ultratop 200 Albums (Valonija)

## Vanjske poveznice
- Službena web stranica (fr.)